# Baeacis xanthocephalus
Baeacis xanthocephalus är en stekelart som beskrevs av Granger 1949. Baeacis xanthocephalus ingår i släktet Baeacis och familjen bracksteklar. Inga underarter finns listade.